# Härfåglar och näshornsfåglar
Härfåglar och näshornsfåglar (Bucerotiformes) är en föreslagen ordning med fåglar som omfattar ett antal grupper som tidigare placerats i ordningen praktfåglar (Coraciiformes). Ordningen omfattar familjerna härfåglar, skratthärfåglar, näshornsfåglar och hornkorpar.

## Systematik
Traditionellt har arterna inom ordningen Bucerotiformes placerats i ordningen praktfåglar (Coraciiformes), som bland annat omfattar kungsfiskare, blåkråkor och biätare. Sibley & Ahlquist placerade näshornsfåglarna i den egna ordningen Bucerotiformes men placerade inte systergruppen härfåglar/skratthärfåglar i ordningen. En modern version av systematiken finns i artikeln om praktfåglar.
En uppdaterad version av systematiken ges nedan. Ordningen Bucerotiformes är systergrupp till en klad bestående av praktfåglar och hackspettartade fåglar. Den klad som bildas av dessa tre grupper är systergrupp till trogonerna.
|  | \| \| Praktfåglar (Coraciiformes) \| \| \| \| \| \| Hackspettartade fåglar (Piciformes) \| \| \| \| |
|  | |
|  | Bucerotiformes                                                                                      |
|  | |
|  | Praktfåglar (Coraciiformes)                                                                         |
|  | |
|  | Hackspettartade fåglar (Piciformes)                                                                 |
|  | |

|  | Praktfåglar (Coraciiformes)         |
|  |                                     |
|  | Hackspettartade fåglar (Piciformes) |
|  |                                     |

|  | \| \| Praktfåglar (Coraciiformes) \| \| \| \| \| \| Hackspettartade fåglar (Piciformes) \| \| \| \| |
|  | |
|  | Bucerotiformes                                                                                      |
|  | |
|  | Praktfåglar (Coraciiformes)                                                                         |
|  | |
|  | Hackspettartade fåglar (Piciformes)                                                                 |
|  | |

|  | Praktfåglar (Coraciiformes)         |
|  |                                     |
|  | Hackspettartade fåglar (Piciformes) |
|  |                                     |

Inom ordningen Bucerotiformes är dels härfåglar och skratthärfåglar, dels näshornsfåglar och markhornkorpar systergrupper.
|  | Härfåglar (Upupidae)            |
|  |                                 |
|  | Skratthärfåglar (Phoeniculidae) |
|  |                                 |

|  | \| \| Näshornsfåglar (Bucerotidae) \| \| \| \| \| \| Hornkorpar (Bucorvidae) \| \| \| \| |
|  |                                                                                          |
|  | Näshornsfåglar (Bucerotidae)                                                             |
|  |                                                                                          |
|  | Hornkorpar (Bucorvidae)                                                                  |
|  |                                                                                          |

|  | Näshornsfåglar (Bucerotidae) |
|  |                              |
|  | Hornkorpar (Bucorvidae)      |
|  |                              |

|  | Härfåglar (Upupidae)            |
|  |                                 |
|  | Skratthärfåglar (Phoeniculidae) |
|  |                                 |

|  | \| \| Näshornsfåglar (Bucerotidae) \| \| \| \| \| \| Hornkorpar (Bucorvidae) \| \| \| \| |
|  |                                                                                          |
|  | Näshornsfåglar (Bucerotidae)                                                             |
|  |                                                                                          |
|  | Hornkorpar (Bucorvidae)                                                                  |
|  |                                                                                          |

|  | Näshornsfåglar (Bucerotidae) |
|  |                              |
|  | Hornkorpar (Bucorvidae)      |
|  |                              |